# DJ Dean
DJ Dean (født Martin Schmidt 25. oktober 1975 i Hamborg, Tyskland), er en tysk DJ og producer, indefor hardstyle og hard trance. Han er også stifteren af det succes rige pladeselskab Tunnel Records, og selskabets techno albums DJ Network. Han begyndte sin karriere i 1992.

## Diskografi

### Album
- 2000 – Balla Nation The First Album
- 2002 – Balla Nation Episode 2
- 2003 – Protect Your Ears
- 2006 – Eye Of A Champ
- 2008 – The Projects

### Singler
- 1997 – Darkness (12")
- 1997 – Friday Night (12")
- 1997 – House Nation (12")
- 1997 – It's True (12")
- 1998 – Energy (12")
- 1998 – Trust Me (12")
- 1999 – Looking So Good (12")
- 1999 – What's Wrong (12")
- 2000 – Ballanation (12")
- 2002 – Balla Nation Episode 2 (12")
- 2002 – Play It Hard (12")
- 2003 – Protect Your Ears (12")
- 2004 – Ballanation 2004 (12")
- 2004 – Planet Earth (12")
- 2005 – Ballanation No. 4 (12")
- 2005 – Music Is My Life (12")
- 2006 – If I Could Be You (12")
- 2006 – Kick Da Bass (12")
- 2006 – Kick Off (12")
- 2007 – Dreamworld (12")
- 2007 – Euphoria (12")
- 2008 – Going Nowhere (12")
- 2008 – Powersystem (12")
- 2010 – Nobody Ever Knows Any More (12")